# Because You Loved Me
«Because You Loved Me» es una canción interpretada por la cantante canadiense Céline Dion en su cuarto álbum de estudio en inglés, Falling into You (1996). Fue lanzada el 19 de febrero de 1996 como el primer sencillo en América del Norte y como el segundo sencillo en el Reino Unido el 20 de mayo de 1996. «Because You Loved Me» fue escrita por Diane Warren y producida por David Foster, y sirvió como tema principal de la película de 1996 Up Close & Personal, protagonizada por Robert Redford y Michelle Pfeiffer. Billboard la clasificó como la 14ª «Mejor Canción de Amor de Todos los Tiempos».
El sencillo recibió aclamación crítica y se convirtió en un éxito mundial, alcanzando el número uno en Estados Unidos, Canadá y Australia, y llegando al top diez en muchos otros países. Solo en Estados Unidos, ha vendido más de dos millones de copias. «Because You Loved Me» ganó el Premio Grammy a la «Mejor Canción Escrita para un Medio Visual», y fue nominada a los premios Grammy por «Grabación del Año», «Canción del Año» y «Mejor Interpretación Vocal Pop Femenina». También fue nominada al Premio de la Academia a la «Mejor Canción Original» y al Globo de Oro a la «Mejor Canción Original». El sencillo vendió más de cinco millones de copias en sus primeros seis meses de disponibilidad a nivel mundial.

## Recepción
La pista recibió críticas positivas de la mayoría de los críticos musicales. El editor sénior de AllMusic, Stephen Thomas Erlewine, elogió las baladas como «Because You Loved Me» en el álbum Falling into You. Larry Flick de Billboard escribió que está «llena de gran romance, una producción grandiosa y un clímax que se describe mejor como el equivalente musical a los fuegos artificiales del 4 de julio». Otro editor de Billboard, Paul Verna, también destacó la canción. Daina Darzin de Cash Box la declaró como «una balada clásica de Adult Contemporary, con instrumentales brillantes y exuberantes que muestran la voz fácil y lograda de Dion. Esta melodía está en línea para seguir el éxito del material de Waiting To Exhale y otros éxitos románticos».

## Rendimiento comercial
En Estados Unidos, «Because You Loved Me» se convirtió en el segundo sencillo número uno de Dion, después de «The Power of Love» en 1994. Encabezó la lista Billboard Hot 100 durante seis semanas consecutivas y terminó con el reinado en la cima de «One Sweet Day» de Mariah Carey y Boyz II Men. «Because You Loved Me» también lideró la lista Adult Contemporary Singles durante diecinueve semanas y estableció un récord por la mayor cantidad de semanas en el número uno en esta lista. En los años siguientes, solo cinco canciones pasaron más tiempo en la cima, incluyendo «A New Day Has Come» de Dion en 2002 (veintiuna semanas). También alcanzó el número uno en otras listas de Estados Unidos, incluyendo Hot 100 Airplay durante catorce semanas, Adult Top 40 durante doce semanas, Hot Singles Sales durante seis semanas y Top 40/Mainstream durante cinco semanas. En abril de 1996, fue certificada Platino por la Asociación de la Industria de Grabación de América (RIAA) por vender un millón de copias en Estados Unidos.
Fue certificada 2× Platino en Australia, Platino en el Reino Unido y Nueva Zelanda, Oro en Alemania y es elegible para Plata en Francia. Como uno de los mayores éxitos de Dion, «Because You Loved Me» fue incluida en sus dos compilaciones de grandes éxitos: All the Way... A Decade of Song (1999) y My Love: Essential Collection (2008). Según Billboard, hasta noviembre de 2019 «Because You Loved Me» tenía más de 154.7 millones de reproducciones bajo demanda en los Estados Unidos, convirtiéndose en su segunda canción más reproducida en el país.